# Батлервілл (Огайо)
Батлервілл (англ. Butlerville) — селище (англ. village) в США, в окрузі Воррен штату Огайо. Населення — 155 осіб (2020).

## Географія
Батлервілл розташований за координатами 39°18′6″ пн. ш. 84°5′25″ зх. д. / 39.30167° пн. ш. 84.09028° зх. д. (39.301618, -84.090374).  За даними Бюро перепису населення США в 2010 році селище мало площу 0,28 км², уся площа — суходіл.

## Демографія
Згідно з переписом 2010 року, у селищі мешкали 163 особи в 56 домогосподарствах у складі 41 родини. Густота населення становила 577 осіб/км².  Було 60 помешкань (212/км²).
Расовий склад населення:
| - 99,4 % — білих - 0,6 % — чорних або афроамериканців |

До двох чи більше рас належало 0,0 %. Частка іспаномовних становила 0,6 % від усіх жителів.
За віковим діапазоном населення розподілялося таким чином: 29,4 % — особи молодші 18 років, 63,2 % — особи у віці 18—64 років, 7,4 % — особи у віці 65 років та старші. Медіана віку мешканця становила 33,3 року. На 100 осіб жіночої статі у селищі припадало 103,8 чоловіків;  на 100 жінок у віці від 18 років та старших — 98,3 чоловіків також старших 18 років.
Середній дохід на одне домашнє господарство  становив 43 632 долари США (медіана — 31 000), а середній дохід на одну сім'ю — 54 935 доларів (медіана — 48 750). За межею бідності перебувало 18,2 % осіб, у тому числі 14,3 % дітей у віці до 18 років та 5,0 % осіб у віці 65 років та старших.
Цивільне працевлаштоване населення становило 34 особи. Основні галузі зайнятості: виробництво — 44,1 %, публічна адміністрація — 8,8 %, інформація — 8,8 %.